# Ернест Палмер (американський оператор)
Ернест С. Палмер (англ. Ernest S. Palmer; 6 грудня 1885 — 22 лютого 1978) — голлівудський кінооператор, який зняв понад 160 фільмів. Палмер народився в Канзас-Сіті, Міссурі, і помер у місті Пасифік Палісад, Каліфорнія.
У 1941 році Палмер виграв премію Американської кіноакадемії за найкращу операторську роботу у фільмі Кров і пісок. Також він був номінований в 1930 році за фільми Вуличний ангел та Чотири дияволи.

## Вибрана фільмографія
- Одного разу в кожній людині / Once to Every Man (1918)
- Чудо-людина / The Miracle Man (1919)
- Ув'язнені любові / Prisoners of Love (1921)
- Червона гаряча романтика / Red Hot Romance (1922)
- Сьоме небо / Seventh Heaven (1927)
- Вуличний ангел / Street Angel (1928)
- Жінок у всьому світі / Women Everywhere (1930)
- Шести циліндрова любов / Six Cylinder Love (1931)
- Кавалькада / Cavalcade (1933)
- Під двома прапорами / Under Two Flags (1936)
- Корабель невільників / Slave Ship (1937)
- Політ п'ятдесят-п'ять / Flying Fifty-Five (1939)
- Нічні новини / News Is Made at Night (1939)
- Белль Старр / Belle Starr (1941)
- Моя дівчина Сел / My Gal Sal (1942)
- Весна в скелястих горах / Springtime in the Rockies (1942)
- Мила Розі О'Грейді / Sweet Rosie O'Grady (1943)
- Сестрички Доллі / The Dolly Sisters (1945)